# Омурбекова, Алтынай Сейтбековна
Алтынай Омурбекова — киргизский государственный деятель, депутат Верховного совета Киргизии (2010—2011 и 2015—2018), вице-премьер правительства (2018—2020).

## Биография
Родилась в 1973 году в городе Фрунзе (Бишкек).
Окончила исторический факультет Кыргызского государственного национального университета (1996) и Центр магистратуры и аспирантуры при КГНУ, присвоена академическая степень магистра юриспруденции (2000).
Трудовая деятельность:
- 1996-2000 работала в АО ФПК «Эридан»
- 2000—2003 директор ООО «Урмат-Интер»
- 2005—2008 директор ОсОО «Тур-Трест»;
- 2009—2010 юрист управления по землеустройству и регистрации прав на недвижимое имущество Аламудунского района Бишкека.
- 2010—2011 депутат Жогорку Кенеш Кыргызской Республики от партии «Республика», заместитель председателя Комитета по здравоохранению, социальной политике, труду и миграции. В июле 2011 года сложила полномочия депутата.
- 2011—2013 аким Ленинского района Бишкека.
- 2013-2015 аким Свердловского района Бишкека. Освобождена в марте 2015 г. в связи с тем, что решением суда в этой должности была восстановлена Айнагуль Чылабаева.
- март-октябрь 2015 советник мэра Бишкека, с апреля вице-мэр по вопросам благоустройства.
- 2015—2018 депутат от партии «Республика — Ата-Журт», заместитель торага Жогорку Кенеш Кыргызской Республики (6 декабря 2017 г. досрочно сложила полномочия вице-спикера).
- 2018—2020 вице-премьер правительства Киргизии, возглавляла социальный блок.

В марте 2020 года Совет безопасности рекомендовал уволить Омурбекову и министра здравоохранения Космосбека Чолпонбаева, которые «не приняли своевременных мер по контролю за распространением коронавируса». Они были уволены 1 апреля.
С 1 октября 2021 года директор Департамента трудовой миграции и социальной защиты Евразийской экономической комиссии (ЕЭК).

## Награды
- Памятный знак «МПА СНГ. 25 лет» (27 марта 2017 года, Межпарламентская ассамблея СНГ) — за содействие в деятельности Межпарламентской Ассамблеи и её органов[3].
- Медаль «10 лет Евразийскому экономическому союзу» (26 декабря 2024 года, Высший Евразийский экономический совет)[4].